# Loet Hanekroot
Lodewijk (Loet) Hanekroot (30 oktober 1939 – 27 november 2024) was een Belgische acteur en toneelregisseur.
Hanekroot raakte als acteur vooral bekend door zijn rol van directeur-generaal Jan Clerkx in de televisiereeks De Collega's uit 1979-1981. Hij speelde kleinere rollen in de minitelevisieserie Mijnheer Serjanszoon (als boswachter, 1967) en in de films Pallieter (als dokter, 1976), Kasper in de onderwereld (als priester-arbeider, 1979) en Het afscheid (1966).
Hanekroot was sinds 1983 getrouwd met Kate’s kennel-zangeres Griet De Bock, die begin 2024 op 80-jarige leeftijd overleed.
Eveneens in 1983 immigreerden ze naar Italië, waar Hanekroot en De Bock zich vestigden in Fanghetto, en Hanekroot zich omschoolde tot metselaar.
In 2003 keerden ze terug naar België.
Op 23 juni 2022 werd Hanekroot door zijn thuisstad Gent in de bloemetjes gezet in kader van “Dag van de mantelzorg”.